# Університет Гренобль Альпи
Університет Гренобль Альпи (фр. Université Grenoble Alpes) — державний університет, заснований 1339 року в місті Гренобль (Франція).
Третій за розміром французький університет, він є науковим центром світового рівня, який разом з дослідницькими установами міста  за кількістю науковців, винаходів та патентів поступається лише Парижу. 
Сьогодні він є одним з найінноваційніших університетів світу, а також одним з найкращих французьких університетів.

## Історія
Університет у Греноблі було засновано 1339 року дофіном Умбертом II за згоди папи римського Бенедикта XII з метою викладання в ньому цивільного й канонічного права, медицини та так званих ліберальних мистецтв. Проте університету бракувало ресурсів і після смерті Умберта II його було закрито. 1542 року університет відновив Франсуа де Бурбон-Конде, а 1565 року Гренобльський університет було об'єднано з університетом Валансу, (Валанс (Дром)).
Протягом 16 та 17 століть гренобльці безуспішно намагалися відродити міський університет. Врешті у 1805–1808 роки університет було відновлено за розпорядженням Наполеона I. 1815 року, під час Реставрації Бурбонів, було закрито філологічний факультет (відновлений 1847 року) та факультет права (відновлений 1824 року). 1866 року було засновано Школу фармації та медицини, яка 1894 року увійшла в структуру університету й стала четвертим факультетом.
Розвиток наукового життя університету припадає на 1880-ті роки, коли Гренобль з ізольованого гірського містечка став перетворюватися на важливий промисловий центр з потужностями машинобудування (виробництво двигунів та електричного устаткування). Почала постійно зростати кількість студентів: від 340 у 1868 році до 3000 в 1930 році.

## Університети Гренобля впродовж 1970—2015
1970 року, після подій 1968 року університет у Греноблі, як і багато інших університетів Франції, було розформовано й на його основі створено три нові заклади (див. нижче).
- Університет Гренобль I або Університет Жозефа Фур'є (фр. l'Université Joseph-Fourier - Grenoble I, UJF),
- Університет Гренобль II або Університет П'єра Мендеса-Франса (фр. l'Université Pierre-Mendès-France - Grenoble II, UPMF),
- Університет Гренобль III або Університет Стендаля (фр. l'Université Stendhal - Grenoble III).

З початку 2000-х роках спостерігалася зворотня тенденція до відродження старого університету. 1 січня 2016 року університети злилися в Університет Гренобль-Альпи.

## Університет сьогодні
|                                  | Світ    | Франція |
| QS Ranking                       | 206     | 6       |
| Times Higher Education           | 201-250 | /       |
| ARWU                             | 151-200 | 7-9     |
| CWUR Ranking                     | 167     | 8       |
| Найбільш інноваційні за Рейтером | 93      | 6       |

Університет Гренобль Альпи – це багатопрофільний державний університет, який пропонує висококваліфіковане викладання дисциплін за усіма освітніми ступенями: бакалавр, магістр, доктор філософії, а також сертифіковані програми та програми студентського обміну. Університет Гренобль Альпи відображає найкращі французькі цінності у сфері вищої освіти.
Університет щороку навчає 45,000 студентів. Є одним з інноваційних і наукових центрів Франції.
Університет підтримує активні зв'язки з декількома українськими університетами, а саме через програми обміну та спільні подвійні дипломи (напр. з КНЕУ \).